# Wiener Blut Ball（ウィーン気質舞踏会）運営機構
Wiener Blut Ball（ウィーン気質舞踏会）運営機構（Wiener Blut Ball Organization、略称：WBO）は、日本とオーストリア両国の相互理解と友好を深め、文化交流をさらに進めるとともに、日本における社交ダンスの発展に寄与することと社交ダンス愛好者や音楽愛好者の交流の場となることを目的とする任意団体。
2024年7月21日、同会主催の日本初のウィーン本流の舞踏会 「ウィーン気質舞踏会2024」が東京で開催された。
また「ウィーン気質舞踏会2025」が2025年9月7日（日）に東京で開催されることが発表されている

## 組織概要

### 設立
2023年12月1日

### 組織名
Wiener Blut Ball（ウィーン気質舞踏会）運営機構

### 略称
WBO

### 活動目的
WBOは、Wiener Blut Ball（WBB：ウィーン気質舞踏会）を主催運営することにより、日本とオーストリア両国の相互理解と友好を深め、文化交流をさらに進めるとともに、日本における社交ダンスの発展に寄与することを目的としている。

### 事務局所在地
東京都千代田区神田神保町2-14
株式会社ABC内「ウィーン気質舞踏会運営機構事務局」

## 活動実績

### 2019年

#### 舞踏会開催
- 11月29日: 日墺友好150周年記念舞踏会（開催場所：東京、名誉総裁：中川秀直、企画：古川隆）[20]

### 2024年

#### 練習会開催
- 7月13日: Wiener Blut Ball（ウィーン気質舞踏会）2024の事前練習会を開催[21]

#### 舞踏会開催
- 7月21日: Wiener Blut Ball（ウィーン気質舞踏会）2024（開催場所：東京・ホテルグランドヒル市ヶ谷、名誉総裁：中川秀直）[3][4][5][6][7][8][9][10][11][12][22][23]

### 2025年

#### 新聞社取材
- 1月：代表理事古川隆が、共同通信社文化部からヨハン・シュトラウス二世生誕200周年に関連して、2025年9月のウィーン気質舞踏会について取材を受けた。多くの新聞にて記事として紹介された。[24][25][26][27][28][29][30][31][32][33][34]

#### 練習会開催
- ウィーン気質舞踏会2025への参加を検討している人で、はじめてダンスを踊る人や初心者の人向けにボールルームダンスの基本を練習する「自主練習会」を2025年1月より東京都内で週末や祝日に開催している。[35]

#### 舞踏会開催
- 9月7日予定：Wiener Blut Ball（ウィーン気質舞踏会）2024（開催場所：東京・ホテルグランドヒル市ヶ谷、名誉総裁：中川秀直）[36]

## 役員

### 名誉総裁
中川秀直（日墺文化協会名誉会長）

### 代表理事
- 古川隆（株式会社ABC代表取締役）[37]

### 理事
- 4名（代表理事を含まない）

## 後援組織
- NPO法人日本オペレッタ協会
- 一般社団法人日本クラリネット協会
- 日墺文化協会
- オーストリア大使館商務部
- オーストリア大使館／オーストリア文化フォーラム東京
- 日本ハンガリー友好協会

## 事務局所在地
東京都千代田区神田神保町2-14 株式会社ABC内「ウィーン気質舞踏会運営機構事務局」